# آناپوروس
آناپوروس (به پرتغالی: Anapurus) یک سکونتگاه مسکونی در برزیل است که در مارانیائو واقع شده‌است.